# Feth-i Bülend
La Feth-i Bülend fu una pirocorvetta corazzata (indicata anche come "ironclad") della marina militare ottomana, prima unità dell'omonima classe. Costruita nel Regno Unito ed entrata in servizio nel 1870, fu molto attiva durante la guerra russo-turca venendo poi più volte ricostruita e potenziata; praticamente radiata dal servizio attivo nel 1910 e trasformata in pontone, fu affondata la notte del 31 ottobre 1912 nel porto di Salonicco dalla torpediniera greca N. 11, nell'ambito della prima guerra balcanica.

## Storia
Impostata nei cantieri della Thames Ironworks and Shipbuilding Company di Londra nel maggio del 1868, la nave venne varata nel 1869 con il nome di Feth-i Bülend (in lingua turca "Grande autore di conquiste") entrando poi in servizio nel 1870; si trattava di una pirocorvetta con lo scafo corazzato, del tipo "a batteria centrale" (con l'armamento, cioè, concentrato in una casamatta corazzata posta al centro della nave): insieme alla gemella Mukaddami Khair (completata nel 1873), era una delle più avanzate e pesantemente armate navi corazzate della sua epoca.
La nave partecipò intensamente alle operazioni navali nel Mar Nero durante la guerra russo-turca del 1877-1878: dopo aver bombardato il porto di Sukhumi tra il 14 e il 16 maggio 1877, il 23 luglio seguente fu leggermente danneggiata durante uno scontro con la nave russa Vesta, mentre il 25 agosto mancò l'intercettamento dello yacht Livadia. Nel 1882 fu messa in cantiere a Istanbul per lavori di riparazione e ristrutturazione durati fino al 1890, durante i quali l'armamento fu notevolmente potenziato tramite l'aggiunta di un gran numero di pezzi di artiglieria secondari; nel 1898 la nave fu però privata dell'armamento originario prima di essere inviata, nel 1903, nei cantieri Ansaldo di Genova per estesi lavori di ricostruzione e ammodernamento protrattisi fino al 1907.
Nonostante la ristrutturazione, la Feth-i Bülend risultava ormai obsoleta e allo scoppio della guerra italo-turca nel 1911 fu privata di gran parte del suo armamento (destinato alla difesa costiera) e ancorata nel porto di Salonicco come pontone adibito alle riparazioni. Nella notte del 31 ottobre 1912, la torpediniera greca N. 11 del tenente Nikolaos Votsis penetrò non vista nel porto di Salonicco aggirando gli sbarramenti di mine; portatasi a tiro della Feth-i Bülend, verso le 23:30 la torpediniera lanciò tre siluri contro la nave: uno mancò il bersaglio ma gli altri due colpirono la corazzata che si capovolse affondando rapidamente, con la perdita di sette uomini dell'equipaggio (compreso l'imam di bordo), mentre Votsis fu in grado di allontanarsi senza essere attaccato.